# Download to Donate
Download to Donate è un programma creato da Music for Relief, una organizzazione non-profit istituita dal gruppo musicale statunitense Linkin Park nel 2005 per aiutare le vittime delle catastrofi naturali e per cercare di prevenire tali catastrofi.
Music for Relief lavora al fianco di United Nations Foundation, Habitat for Humanity e la Dave Matthews Band per fornire cibo, acqua, forniture mediche e abitazioni sostenibili per le persone colpite dal terremoto di Haiti del 2010.

## Download to Donate for Haiti
Download to Donate for Haiti è la prima raccolta di Music for Relief.

### Tracce
1. Linkin Park – Not Alone – 4:12
2. Slash feat. Beth Hart – Mother Maria – 5:35
3. Kenna – Never Let Me Down – 3:13
4. Peter Gabriel – Heroes – 4:02
5. Alanis Morissette – Still (Acoustic, Vancouver Sessions) – 5:33
6. Lupe Fiasco feat. Kenna – Resurrection – 4:07
7. Hoobastank – We Are One – 4:47
8. The All-American Rejects – The Wind Blows (Skrillex Remix) – 4:57
9. Enrique Iglesias – It Must Be Love – 3:45
10. Dave Matthews Band – Typical Situation (Live) – 12:58
11. Peter Gabriel – Make Tomorrow Today – 4:02
12. The Crystal Method feat. Jason Lytle – Slipstream (Slimmed Down Mix) – 5:30
13. Metric – Gold Guns Girls (Mike Shinoda Remix) – 5:12
14. Jack Johnson – Times Like These (Live from Red Rocks) – 2:37
15. Weezer feat. Allison Allport – Butterfly – 2:52
16. Dinosaur Jr. – Gargoyle (Live) – 6:11
17. Mickey Hart – Look Away – 5:58
18. Guster – Jonah – 3:23

## Download to Donate for Haiti V2.0
Sul sito ufficiale di Music For Relief, venne rivelato che sarebbe stata pubblicata una versione aggiornata di Download to Donate for Haiti chiamata Download to Donate for Haiti V2.0, pubblicato l'11 gennaio 2011. Tutte le tracce della precedente raccolta sono incluse in essa.

### Tracce
1. Alanis Morissette – Still (Acoustic) – 5:33
2. Allo Guru – The Ballad of Allo Guru – 4:47
3. Asobi Seksu – Trails – 4:00
4. Blitzen Trapper – Shoulder Full of You – 2:17
5. Blue King Brown feat. Voodoo Dred and Lady Nadee – Hammer – 3:41
6. Braids – Plath Heart – 4:26
7. Caribou – Cellophane – 3:06
8. Caribou – Gebre – 4:07
9. Caribou – Sea Rea – 3:45
10. Caribou – Selfish Boy – 5:16
11. Caribou – The Dauphin – 4:36
12. Caribou – Yusef – 1:58
13. DeVotchKa – 100 Other Lovers – 3:25
14. Dinosaur Jr. – Gargoyle (Live) – 6:11
15. Enrique Iglesias – It Must Be Love – 3:44
16. Everest – The Rush – 4:02
17. Generationals – Yours Forever – 3:07
18. Guster – Jonah – 3:23
19. Home Video – A Quiet Place – 3:51
20. Hyena – Anyone's Guess – 3:24
21. Jack Johnson – Times Like These (Live from Red Rocks) – 2:37
22. Jesca Hoop – Feast of the Heart (KCRW.com Presents) – 3:26
23. Kenna – Never Let Me Down – 3:13
24. Kimberly Caldwell – Desperate Girls and Stupid Boys (Live from the KIIS Community Council) – 3:26
25. Lake Trout – New Thing (Live) – 4:43
26. Lake Trout – Riddle (Live) – 4:37
27. Lake Trout – Say Something (Live) – 7:09
28. Lake Trout – Stutter (Live) – 4:52
29. Lake Trout – Wave of Mutilation (Live) – 3:19
30. Langhorne Slim – Take My Hand (Live from the John Lennon Educational Tour Bus) – 3:20
31. Linkin Park – Not Alone – 4:12
32. Linkin Park feat. Keaton Hashimoto – The Catalyst (Remix) – 2:52
33. Lupe Fiasco feat. Kenna – Resurrection – 4:07
34. Metric – Gold Guns Girls (Mike Shinoda Remix) – 5:12
35. Mickey Hart – Look Away – 5:59
36. OK Go – Louisiana Land – 3:36
37. One Eskimo – Chocolate – 4:04
38. Paul Cary – Iryna – 3:43
39. S. Carey – We Fell (Dosh Remix) – 4:33
40. Slash feat. Beth Hart – Mother Maria – 5:27
41. Switchfoot – Red Eyes – 4:50
42. The All-American Rejects – The Wind Blows (Skrillex Remix) – 4:57
43. The Crystal Method feat. Jason Lytle – Slipstream (Slimmed Down Mix) – 5:30
44. The Glitch Mob – A Dream Within a Dream (Nalepa Remix) – 5:40
45. The Glitch Mob – A Dream Within a Dream (Skeet Skeet Remix) – 4:14
46. The Glitch Mob – Animus Vox (EPROM Remix) – 4:17
47. The Glitch Mob – Bad Wings (Deru Remix) – 4:21
48. The Glitch Mob – Bad Wings (Kastle Remix) – 4:38
49. The Glitch Mob – Bad Wings (Them Jeans Remix) – 4:48
50. The Glitch Mob – Between Two Dreams (Machinedrum Convergence) – 5:58
51. The Glitch Mob – Between Two Points (Comma Remix) – 5:54
52. The Glitch Mob – Between Two Points (Jogger Remix) – 4:06
53. The Glitch Mob – Between Two Points (King Britt Remix) – 6:25
54. The Glitch Mob – Between Two Points (SPL Remix) – 6:39
55. The Glitch Mob – Between Two Points (St. Andrew Remix) – 6:41
56. The Glitch Mob – Drive It Like You Stole It (Mindelixir Remix) – 6:00
57. The Glitch Mob – Drive It Like You Stole It (Mirko Kosmos Remix) – 4:07
58. The Glitch Mob – Drive It Like You Stole It (Pawn Remix) – 4:19
59. The Glitch Mob – Fistful of Silence (ESKMO Remix) – 5:08
60. The Glitch Mob – Fortune Days (DJ Vadim Remix) – 3:58
61. The Glitch Mob – Fortune Days (Virtual Boy Remix) – 4:55
62. The Glitch Mob – How to Be Eaten by a Woman (Adam.01 Remix) – 5:58
63. The Glitch Mob – How to Be Eaten by a Woman (Camo UFOs Remix) – 5:00
64. The Glitch Mob – How to Be Eaten by a Woman (Mr Projectile Remix) – 3:46
65. The Glitch Mob – How to Be Eaten by a Woman (Salva Remix) – 6:29
66. The Glitch Mob – How to Be Eaten by a Woman (St Andrew Remix) – 6:41
67. The Glitch Mob – Starve the Ego, Feed the Soul (R/D Remix) – 6:16
68. The Glitch Mob – We Swarm (Beats Antique Remix) – 5:55
69. The Glitch Mob – We Swarm (Chris De Luca Remix) – 7:41
70. The Grouch – We're All One – 2:53
71. Thrice – Wood and Wire (Sonic Session) – 2:53
72. Trevor – Unity (Live) – 7:03
73. Vanaprasta – Color of Sin – 4:22
74. Voxhaul Broadcast – Leaving on the 5th – 3:40
75. Yeasayer – O.N.E. (Demo Version) – 5:55
76. Zion I – Always – 2:34

## Download to Donate: Tsunami Relief
Download to Donate: Tsunami Relief è un'altra raccolta di Music for Relief contenente 26 brani di vari artisti per aiutare le vittime del terremoto del Giappone del 2011. La raccolta è stata lanciata il 22 marzo 2011. Le canzoni non sono più disponibili per l'acquisto dal 7 giugno dello stesso anno.

### Tracce
1. The Red Jumpsuit Apparatus – 21 and Up – 3:05
2. Angels & Airwaves – Hallucinations – 4:40
3. Taking Back Sunday – Best Places to Be a Mom – 3:32
4. Placebo – Bright Lights (Live) – 3:30
5. Black Cards – Dr. Jekkyl & Mr. Fame – 3:20
6. B'z – Home – 4:14
7. Surfer Blood – Take It Easy (Live) – 4:25
8. Hoobastank – Running Away (Acoustic) – 3:38
9. Shinedown – Shed Some Light (Acoustic Live) – 4:42
10. Sara Bareilles – Song for a Soldier – 3:38
11. Flyleaf – How He Loves (Live) – 4:06
12. Staind – Right Here (Live) – 4:27
13. Ben Folds – Sleazy – 3:19
14. Tegan and Sara – Relief Next to Me (Live) – 3:49
15. Slash feat. Myles Kennedy – Starlight (Live) – 6:03
16. Counting Crows – Colorblind (Live) – 3:49
17. R.E.M. – Man on the Moon (Live) – 6:04
18. Talib Kweli – GMB – 5:06
19. Plain White T's – Rhythm of Love (Live) – 3:25
20. Elliott Yamin – Self Control – 2:22
21. Pendulum – Witchcraft (Live) – 4:20
22. Patrick Stump – Saturday Night Again – 3:45
23. Enrique Iglesias – Addicted (Remix) – 8:31
24. Linkin Park – Issho Ni – 3:51
25. Slightly Stoopid – Running with a Gun – 2:59
26. Sum 41 – The Hell Song (Live) – 3:41